# شولو ماریدوئنیا
روماریو شولو رامیرِس (انگلیسی: Ramario Xolo Ramirez؛ زادهٔ ۹ ژوئن ۲۰۰۱) مشهور به شولو ماریدوئنیا (Xolo Maridueña)، بازیگر آمریکایی است. نقش‌های او شامل بازی در مجموعهٔ تلویزیونی کبرا کای (۲۰۱۸–اکنون) و در فیلم ابرقهرمانی بلو بیتل (۲۰۲۳) می‌شوند.

## زندگی
روماریو شولو رامیرِس در ۹ ژوئن ۲۰۰۱ در لس آنجلس، کالیفرنیا به دنیا آمد. او تبار مکزیکی، کوبایی و اکوادوری دارد. او چهار خواهر دارد. نام کوچک او راماریو، ترکیبی از دو نام رامون و ماریو، نام عموهای مادری او است.
ماریدوئنیا رابطهٔ عاشقانه‌ای با هانا کپل داشت که از حدود سال ۲۰۱۹ آغاز شد. این رابطه حدود دو سال طول کشید و در سال ۲۰۲۱، این زوج از هم جدا شدند.